# Bronx Open
Bronx Open — жіночий тенісний турнір, що проводиться в Нью-Йорку під егідою WTA, починаючи з 2019 року. Ігри проходять на відкритих кортах з твердим покриттям напередодні Відкритого чемпіонату США. Турнір має статус міжнародного. Безпосередньо турнір приймає організація New York Junior Tennis and Learning.

## Фінали

### Одиночний розряд
| Рік  | Чемпіонка    | Філалістка     | Рахунок       |
| ---- | ------------ | -------------- | ------------- |
| 2019 | Магда Лінетт | Каміла Джорджі | 5–7, 7–5, 6–4 |

### Пари
| Рік  | Чемпіонки                             | Філалістки                          | Рахунок        |
| ---- | ------------------------------------- | ----------------------------------- | -------------- |
| 2019 | Дарія Юрак Марія Хосе Мартінес Санчес | Маргатита Гаспарян Моніка Нікулеску | 7–5, 2–6, 10–7 |